# Mahmudiya
Mahmudiya  (en árabe: المحمودية) es una ciudad iraquí situada en la Gobernación de Bagdad, a aproximadamente 30 km al sur de la capital, Bagdad y dentro de su área metropolitana. Es capital del distrito homónimo.
Cuenta con una población estimada en 350.000 habitantes, de los cuales la mayoría son suníes.